# 全人民会議
全人民会議（ぜんじんみんかいぎ、All People's Congress、APC）は、シエラレオネの政党。中道左派。シエラレオネ人民党と二大政党を構成する。シアカ・スティーブンス政権、およびアーネスト・コロマ政権における与党である。
全人民会議は1960年、シアカ・スティーブンスによって設立された。支持基盤は北部のテムネ人で、与党であるミルトン・マルガイのシエラレオネ人民党と対立した。ミルトン・マルガイが亡くなり、弟のアルバート・マルガイが政権を握ると党勢を拡大し、1967年の選挙では勝利した。しかし人民党はこれを阻止しようと体制側クーデターに訴え、スティーブンスは亡命を余儀なくされた。1968年に再再度のクーデターによってスティーブンスは帰国し、大統領の座に就いた。以後は党勢を拡大し続け、1978年には全人民会議の一党制国家となった。その後もジョゼフ・サイドゥ・モモ政権の与党となり、1992年のバレンタイン・ストラッサーのクーデターまで与党であり続けた。
1996年の選挙でもアフマド・テジャン・カバーに敗れ、内戦後は野党となっていたが、2007年の大統領選挙に党首のアーネスト・コロマが立候補し、54.6%の得票を得て人民党党首のソロモン・ベレワ副大統領を破って当選、政権を奪回した。